# Niddagau
El Niddagau fou una jurisdicció medieval d'Alemanya que s'estenia al voltant i al llarg del Nidda a Hessen avui Friedberg i Bad Homburg. Al sud-oest limitava amb la regió de Rheingau. El Niddagau fou esmentat per primer cop al Còdex de Lorsch l'any 770.
Van ser comtes al Niddagau: 
- Liutfrid, † després de 876
- Conrad el Roig † 10 d'agost del 955 a la batalla del Lech de la família dels salis o sàlics (alemany Salier), fill de Werinharius (Werner). Conrad és esmentat el 941 com a comte al Nahegau, Speyergau i Wormsgau i Niddagau, el 942/945 com a comte a Francònia, el 944 se'l qualifica d'adolescens i el 945-953 de duc de Lorena, deposat, enterrat a la catedral de Worms; casat el 947 amb Liutgarda de Saxònia (vers 931, † 18 de novembre de 953), filla del rei i més tard emperador Otó I.